# Silvanoprus nepalensis
Silvanoprus nepalensis is een keversoort uit de familie spitshalskevers (Silvanidae). De wetenschappelijke naam van de soort werd in 1996 gepubliceerd door Tapan Sen Gupta & Pal.